# Carin Rodebjer
Carin Elisabeth Rodebjer Versfeld, född 27 april 1970 i Klinte på Gotland, är en svensk modeskapare. Hon driver det egna klädmärket Rodebjer, flerfaldigt prisbelönt och ett av Sveriges mest framstående modevarumärken. Hon har bland annat utsetts till Årets designer av tidningen Elle fyra gånger och tilldelades 2005 Guldknappen av Damernas Värld.

## Biografi
Carin Rodebjer är uppvuxen på en gård på Gotland. Hennes far sålde jordbruksmaskiner och hennes mor var distriktssköterska och sydde på fritiden. Rodebjer var under uppväxten omgiven av kvinnor som ägnade sig åt sömnad. Vid 17 års ålder tävlade hon i Svenska Mästerskapen i dressyr.
Carin Rodebjer startade varumärket Rodebjer 1999 i New York genom att sälja hemsydda, egendesignade kläder till butiker och vänner. Hon slog igenom i början av 2000-talet i modekulturtidskriften Bibel. Kläderna säljs nu i egna butiker i Stockholm och Oslo och av återförsäljare i över 20 länder. Kläderna har burits av celebriteter som Meryl Streep och Gwyneth Paltrow.
2006 var hon den första som designade en specialversion av Rosa bandet.
Carin Rodebjer har under två perioder bott i New York men är nu bosatt i Stockholm. År 2019 debuterar hon som värd för Sommar i P1.

## Utmärkelser
- 2002, Årets modedesigner, av Tidningen Elle[9]
- 2005, Guldknappen, av Damernas Värld[4]
- 2005, Fresh Faces of Fashion Award, GenArt, New York
- 2005, Årets modedesigner, av Tidningen Elle[9]
- 2010, Årets modedesigner, branschorganisationen Habit
- 2011, Årets modedesigner, Tidningen Elle[9]
- 2019, Årets designer, Tidningen Elle[3]